# اچ‌ام‌اس ریدهام (ام۲۷۲۳)
اچ‌ام‌اس ریدهام (ام۲۷۲۳) (به انگلیسی: HMS Reedham (M2723)) یک کشتی بود. این کشتی در سال ۱۹۵۸ ساخته شد.